# پادرنو دادا
پادرنو دادا (به ایتالیایی: Paderno d'Adda) یک کومونه در ایتالیا است که در استان لکو واقع شده‌است. پادرنو دادا ۳ کیلومتر مربع مساحت و ۳٬۹۳۶ نفر جمعیت دارد و ۲۶۶ متر بالاتر از سطح دریا واقع شده‌است.